# 이토 켄지
이토 켄지(伊藤 賢治)는 일본의 비디오 게임 작곡가이다. 《성검전설》 및 《사가》 시리즈에 참여한 것으로 유명하다. 1990년 교수의 조언으로 스퀘어에 입사해 활동하기 시작해 30개 이상의 게임에 참여했다. 2001년 퇴사해 독립했다.

## 작품

### 비디오 게임
작곡
- 《사가 2: 비보전설》 (1990) - 우에마츠 노부오 공동[2]
- 《성검전설 -파이널 판타지 외전-》 (1991)
- 《로맨싱 사가》 (1992)
- 《로맨싱 사가 2》 (1993)
- 《사랑은 밸런스 ~말하자면 K군의 다망한 하루 편~》 (1995)
- 《로맨싱 사가 3》 (1995)
- 《토발 No. 1》 (1999)
- 《사가 프론티어》 (1997)